# Specimen (gruppo musicale)
Gli Specimen sono una band inglese post-punk|rock gotico proveniente da Bristol e fondata nel 1981.

## Storia
Gli Specimen nacquero a Bristol nel 1981 dal cantante Olli Wisdom con i chitarristi Jon Klein (ex Europeans) e Kevin Mills (ex The X-Certs). Il loro primo concerto fu in una festa di strada per celebrare il matrimonio di Carlo, principe del Galles e Lady Diana Spencer. Nel 1982, la band si trasferì a Soho, Londra, dove Wisdom fondò il famigerato club Batcave. Ian Astbury ha descritto la musica della band come un miscuglio di punk rock e glam rock: "Gli Specimen erano molto oscuri, ma erano tedeschi tanto quanto lo erano la famiglia Addams. Erano come una sorta di Death Bowie"
Nel 1985, la formazione originale degli Specimen si sciolse dopo l'uscita del singolo Sharp Teeth Pretty Teeth. Olli Wisdom si trasferì a San Francisco, California, USA e formò una versione americana di breve durata di Specimen.
Mentre la band era insieme, non pubblicò album completi, ma solo singoli e un mini album. Tuttavia, nel 1997 la Cleopatra pubblicò l'album greatest hits Wet Warm Clingfilm Red Velvet Crush, e la Jungle Records Azoic.

## Discografia

### Mini album
- 1983 - Batastrophe
- 2007 - Electric Ballroom
- 2008 - Alive At The Batcave
- 2013 - Wake The Dead

### Singoli ed EP
- 1983 - The Beauty Of Poisin
- 1983 - Returning
- 1985 - Sharp Teeth
- 1986 - Indestructable

### Greatest hits
- 1997 - Wet Warm Clingfilm Red Velvet Crush
- 1997 - Azoic
- 2007 - Bat Cave